# Едвард Апау Мантей
Едвард Апау Мантей (Edward Apau Mantey) (10 травня 1946) — ганський військовик та дипломат. Віце-маршал авіації ВПС Гани. Надзвичайний і Повноважний Посол Гани в РФ, з одночасної акредитацією в Україні (2006—2009).

## Життєпис
Народився 10 травня 1946 року в Гані. Він закінчив середню школу Святої Марії, а потім служив у Військово-повітряних силах Гани. Дослужився до віце-маршала ВПС Гани. Едуард Манту запропонував допомогу Сполученим Штатам у війні проти тероризму в лютому 2005 року, заявивши, що ВПС повинні «подати свою руку і дати Америці допомогу, яку ми можемо дати».
З 13 квітня 2006 року по 16 грудня 2009 року він був Надзвичайним і Повноважним Послом Республіки Гана в РФ.
З грудня 2006 року — Надзвичайним і Повноважним Послом Республіки Гана в Туркменістані за сумісництвом.
З 12 жовтня 2006 року — Надзвичайним і Повноважним Послом Республіки Гана в Україні за сумісництвом.
З 28 серпня 2008 року — Надзвичайним і Повноважним Послом Республіки Гана в Молдові за сумісництвом.
З 15 жовтня 2008 року — Надзвичайним і Повноважним Послом Республіки Гана у Вірменії за сумісництвом.